# Fågelbur

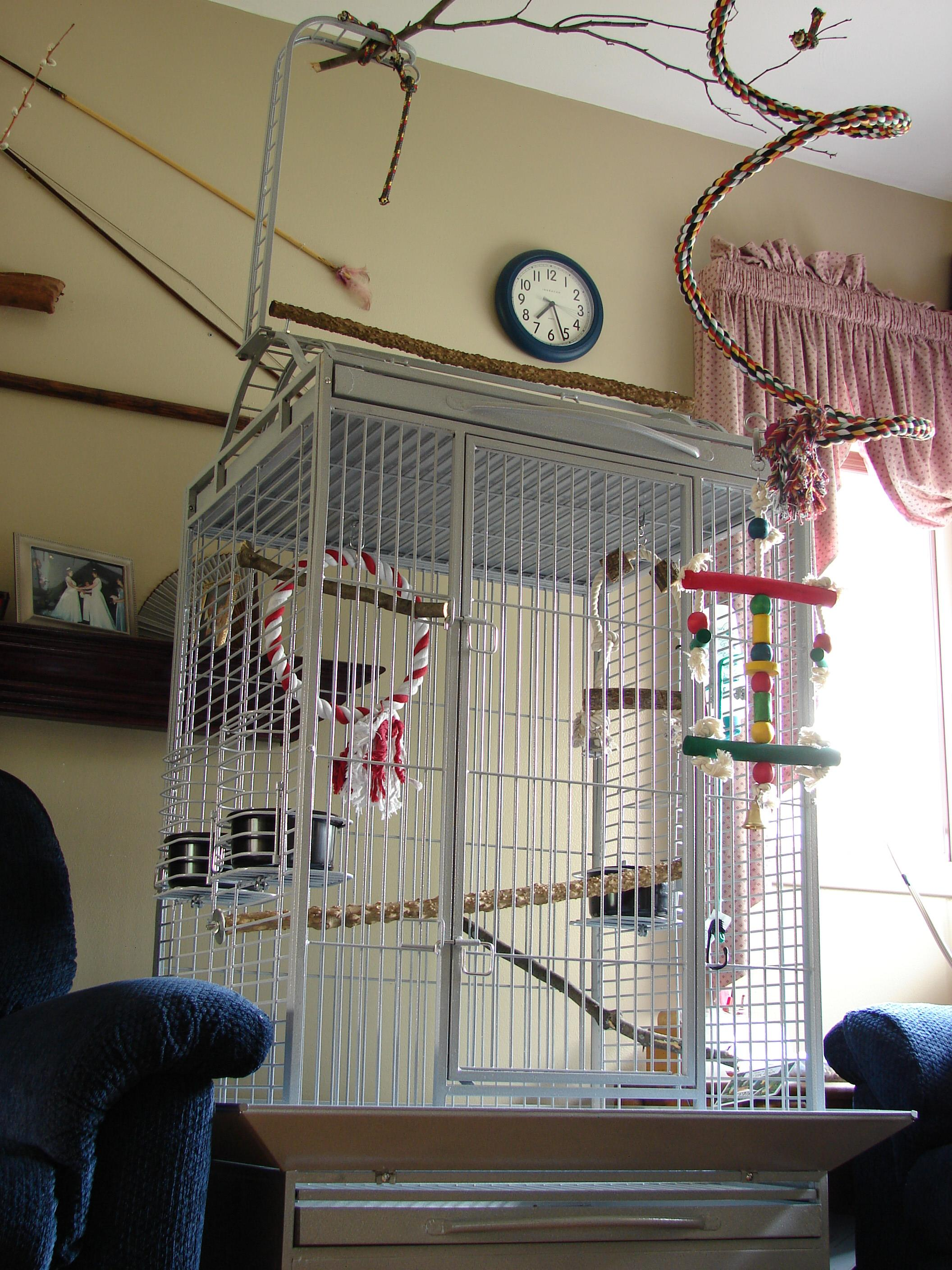
Fågelbur för medelstora till stora papegojor.

En fågelbur är en bur som är ämnad för att hålla fåglar som sällskapsdjur. Buren är vanligen tillverkad av någon form av metall, till exempel rostfritt stål, men även trä och andra material används. För fågelns säkerhet måste materialet vara giftfritt. Materialets styrka och burens storlek ska anpassas till fågeln som är tänkt att hållas i buren. Stora fåglar behöver större burar, papegojor och andra fåglar med kraftig näbb behöver burar med stadig konstruktion och metallstänger för tjocka för att knipsa av. Riktigt husstora fågelburar kallas för voljärer. Att hålla burfåglar kallas för avikultur.
Flygande fåglar riskerar att skada sig om de får vara lösa inomhus, till exempel genom att flyga in i fönster och takfläktar eller landa på spisplattor. Fåglar lösa inomhus kan vara ett problem även om de är vingklippta och inte kan flyga då möbler, sladdar och annat kan vara farligt att äta eller tugga på. De flesta fåglar som hålls som husdjur är inte helt tama och har därför kvar sina naturliga instinkter vilket kan göra deras beteende svårt att förutsäga och kontrollera. Fåglar som hålls som sällskapsdjur är ofta tillräckligt små för att en fågelbur ska vara en bra lösning på dessa problem.
Jordbruksverket har minimiregler för hur liten en bur får vara men för fåglarnas trevnad kan det ibland vara nödvändigt med en större bur.

## Buraccesoarer

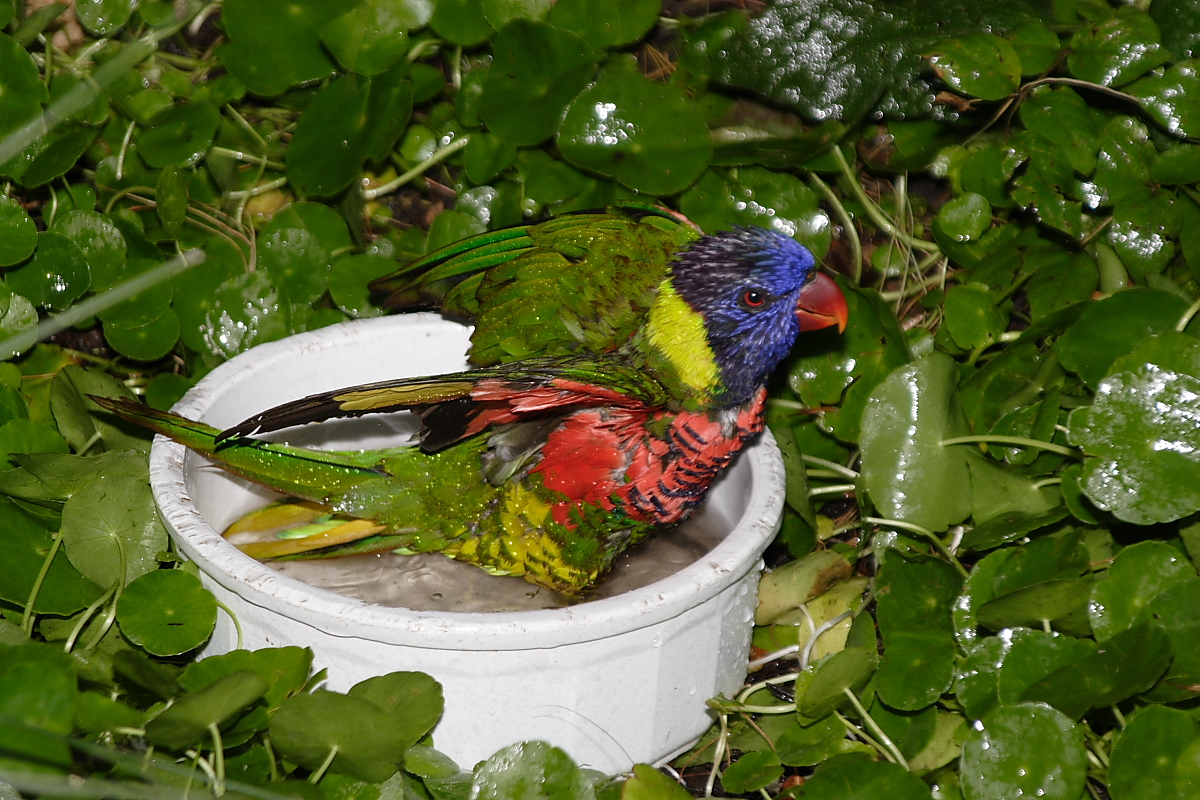
Badande fågel.

Förutom tillgång till mat och vatten kan burfåglar ha andra behov som behöver tillgodoses som badmöjligheter, bolåda för häckande fåglar, leksaker för att undvika att intelligenta fåglar blir uttråkade, låsbar burdörr för intelligentare arter som annars kan lista ut hur burdörren öppnas.

## Gallerutformning
Galler med vertikala ribbor är mer hållfast än horisontella ribbor vilket har betydelse om buren är stor. För att fågeln ska kunna klättra omkring i buren är det dock bra om några sidor har horisentella ribbor. Gallermellanrummet måste vara så pass smalt att fågeln kan klättra utan att fastna med näbben men får inte vara så pass brett att fågeln kan få igenom huvudet och fastna.
Buren bör inte vara gjord av material som innehåller zink eller bly då detta kan förgifta och döda fågeln om den får det i sig. 